# Septorioza paskowana liści pszenicy

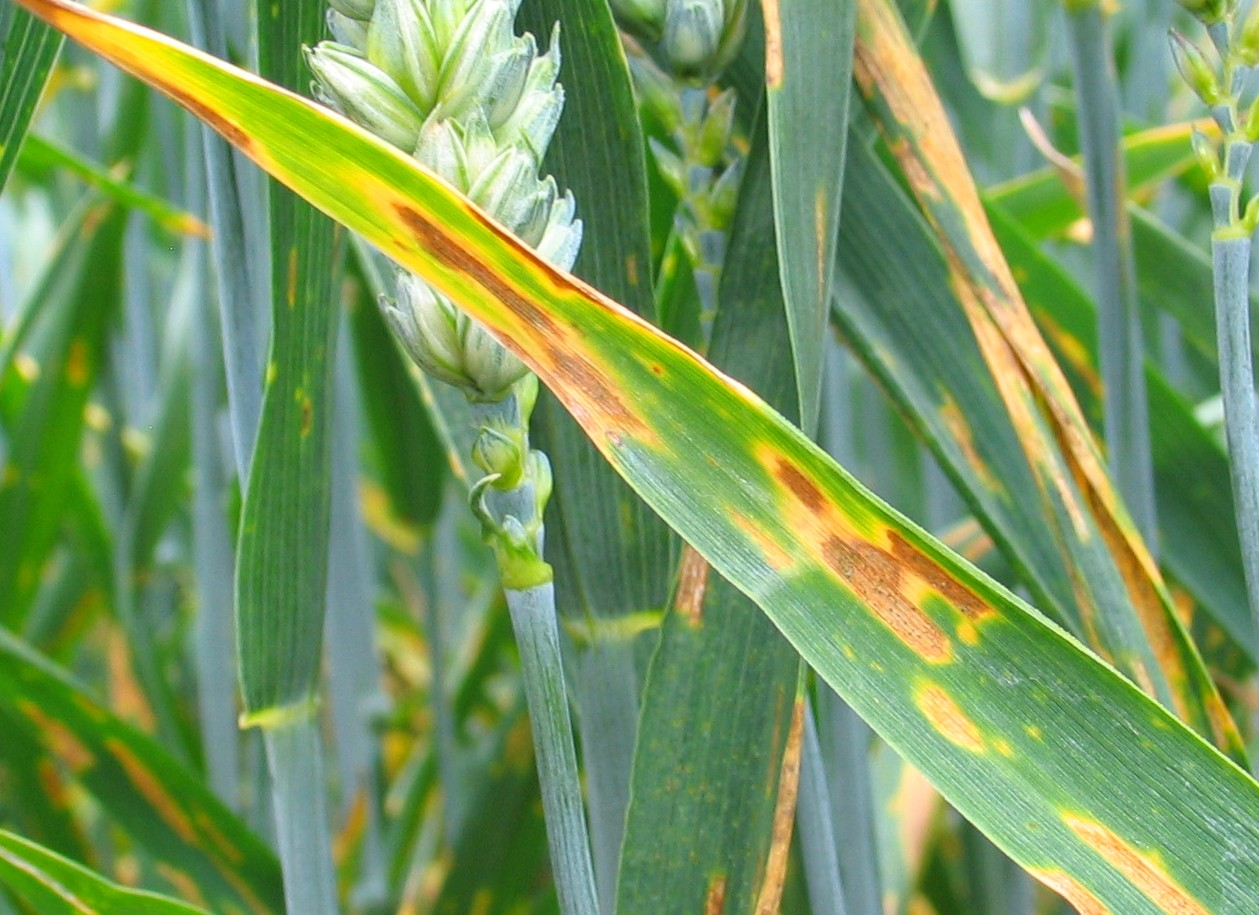
Objawy na liściach pszenicy

Septorioza paskowana liści pszenicy (ang. leaf spot of wheat, septoria leaf blotch, speckled leaf blotch of wheat) – grzybowa choroba roślin wywołana przez Mycosphaerella graminicola. Zaliczana jest do grupy chorób zwanych septoriozami.

## Występowanie i szkodliwość
Choroba jest rozprzestrzeniona na całym świecie. W Polsce występuje głównie na pszenicy, rzadziej na pszenżycie. Występuje także na niektórych gatunkach traw. Powoduje przedwczesne usychanie i zamieranie liści. Szczególnie szkodliwe jest porażenie liści flagowych. Septorioza paskowana liści pszenicy występuje podczas całego okresu wegetacyjnego, atakując rośliny we wszystkich fazach rozwojowych. W ostatnich latach nasila się występowanie tej choroby w Polsce. Wskutek przedwczesnego obumarcia liści następuje zmniejszenie liczby ziaren w kłosie i zmniejszenie ich masy, czyli zmniejszenie plonu. Pogarsza się także jakość ziaren. Zmniejszenie plonu może wynieść 5–30%, w zależności od nasilenia choroby, a w latach szczególnie sprzyjających jej rozwojowi może dojść do epidemii. Postać epidemii miała ona np. w 1965 r.
W USA choroba ta jest drugą co do ważności (po rdzy źdźbłowej zbóż i traw) chorobą pszenicy i powoduje ogromne straty gospodarcze. Równie duże znaczenie ma w Europie. Szacuje się, że corocznie wydaje się na fungicydy do jej zwalczania około 400 mln dolarów, co stanowi 70% całkowitych kosztów fungicydów zużywanych do ochrony zbóż.

## Objawy
Pierwsze objawy mogą pojawiać się już jesienią na siewkach. Mają postać mniej więcej okrągłych plam o nieco jaśniejszym środku. Plamy mają początkowo chlorotyczną, żółtawą barwę, potem ulegają nekrozie i stają się szare lub białe. Na liściach pszenżyta plamy posiadają ciemniejszą obwódkę. Jeszcze jesienią w obrębie plam tworzą się w kręgach pyknidia. Typowe dla tej choroby plamy na liściach rozwijają się wiosną. Są brunatne, wydłużone i zazwyczaj ograniczone użyłkowaniem liścia. Stopniowo rozrastają się, w końcu obejmując całą powierzchnię liścia, co prowadzi do jego obumarcia. Na plamach tych pojawiają się w regularnych szeregach wzdłuż żyłek liścia ciemnobrunatne pyknidia.
Choroba zaczyna się od dolnych liści i stopniowo przenosi w górę rośliny. Poraża także źdźbła, kłosy rzadko.

## Epidemiologia
Patogen występuje w dwóch postaciach: anamorfy opisywanej jako Septoria tritici i teleomorfy Mycosphaerella graminicola. Zimują owocniki patogenu w glebie na resztkach pożniwnych. Przetrwać zimę mogą także pyknidia powstałe jeszcze jesienią na siewkach. Wytwarzane w owocnikach zarodniki już jesienią, wkrótce po zasiewach infekują siewki. Infekcji pierwotnej dokonują zarówno zarodniki płciowe (askospory) wytwarzane przez teleomorfę, jak i zarodniki bezpłciowe (konidia), wytwarzane przez anamorfę w pyknidiach. Od infekcji do pojawienia się pierwszych objawów choroby upływa około 3 tygodni, w 8–10 dni później powstają pierwsze pyknidia.
Rozwój choroby szczególnie nasila się w okresach wilgotnej, deszczowej pogody. Pyknidia tworzą się przy wilgotności 35–100%, optymalna dla ich rozwoju wynosi 85%. Deszcz powoduje pęcznienie konidiów i wydobywanie się z pyknidiów, które są zanurzone w tkance liści. Niezbędny do wydobycia się konidiów czas zwilżenia liści wynosi 30 minut. Wydobywające się konidia tworzą szarą masę. Roznoszone są przez rozbryzgujące się krople deszczu i wiatr na niewielkie odległości. Przyklejając się do roślin dokonują infekcji wtórnych. Optymalna dla ich kiełkowania jest temperatura 20–25 °C, ale kiełkują w zakresie temperatur 2–32 °C, jednak przy temperaturze poniżej 7 °C nie są w stanie dokonać infekcji.

## Zwalczanie
Nie istnieją odmiany całkowicie odporne na tę chorobę, ale niektóre wykazują częściową odporność. Są to np. odmiany ‘Jubilatka’, ‘Kaja’, ‘Panda’, ‘Zyta’. Zaleca się uprawianie ich w rejonach o dużym nasileniu septoriozy. Duże znaczenie w zapobieganiu chorobie ma właściwe przeprowadzenie zabiegów agrotechnicznych. Głęboka orka jesienna uniemożliwia lub utrudnia wydostanie się na powierzchnię gleby zarodników powstałych w resztkach pożniwnych. Ważne jest także niszczenie samosiewów, które mogą być rezerwuarem choroby, oraz właściwe nawożenie. Nasiona powinny być zaprawiane fungicydami o działaniu wgłębnym i systemicznym, a po zaobserwowaniu pierwszych objawów choroby należy wykonać opryskiwanie nimi roślin. Dokonuje się tego od fazy strzelania w źdźbło do końca kłoszenia. Do opryskiwań stosuje się fungicydy strobilurynowe (np. azoksystrobina, pikoksystrobina), triazolowe (epoksykonazol, cyprokonazol, benzimidazolowe (karbendazym, tiofanat metylowy)), pochodne kwasu difenylowego, fungicydy imidazolowe i morfolinowe.
Próg szkodliwości uzasadniający opryskiwanie fungicydami to 5–10% porażonych liści.
W identyczny sposób zwalcza się septoriozę plew pszenicy.